# Dennis & Fletscher – Blämtastisch!
Dennis & Fletscher – Blämtastisch! ist eine britische Animationsserie aus dem Jahr 2018. Als Stream erschien diese auf Kividoo, daraufhin auf Super RTL.

## Handlung
Dennis und Fletscher nehmen jede Herausforderung an! Zusammen mit ihren Freunden JJ, Rubi und Torte nehmen sie es mit Walter auf, der immer versucht, deren, vor allem Dennis’, Leben schwerzumachen. Ebenso gründeten diese die Band Dennis und die Ruhestörer, mit der sie auch gerne Konzerte geben.

## Besetzung und Synchronisation
| Figur                                    | Deutscher Sprecher  | Originalsprecher    |
| ---------------------------------------- | ------------------- | ------------------- |
| Dennis                                   | Sebastian Fitzner   | Freddie Fox         |
| Jennifer „JJ“ Jones (orig. Jemima Jones) | Amelie Plaas-Link   | Kathryn Drysdale    |
| Peter „Torte“ Shepherd                   |                     | Ryan Sampson        |
| Mrs. Kriecher                            | Eva Maria Werth     | Joanna Ruiz         |
| Rubi                                     | Daniela Molina      |                     |
| Walter                                   | Dirk Petrick        | Rasmus Hardiker     |
| Arbeiter                                 | Raimund Krone       |                     |
| Leonardo                                 | Claudio Maniscalco  |                     |
| Wachmann                                 | Andreas Hosang      |                     |
| Gothic Mädchen                           | Ramona Rockenhausen |                     |
| Björn                                    | Sebastian Kluckert  |                     |
| Dr. Pfooflepfeffer                       | Sabine Walkenbach   |                     |
| Jack                                     | Sven Fechner        |                     |
| Oma (orig. Gran)                         | Luise Lunow         |                     |
| Prof. Von Screwtop                       | Gerald Schaale      | Kelly-Marie Stewart |
| Ralf                                     | Hans Hohlbein       |                     |